# FIA Alternative Energies Cup 2011
La FIA Alternative Energies Cup 2011 è la stagione 2011 del Campionato del mondo per auto ad energia alternativa organizzato dalla Federazione Internazionale dell'Automobile. Si è svolta dal 3 aprile al 16 ottobre e prevede otto prove in altrettanti Paesi.
Da questa stagione è stata introdotta anche la graduatoria relativa ai co-piloti. Nelle varie classifiche, si è tenuto conto per ciascun concorrente del 50% (arrotondato in eccesso) più uno dei migliori punteggi ottenuti.

## Calendario e vincitori
| Data              | Gara                                          | Vincitore          | 2° Class.                   | 3° Class.        |
| ----------------- | --------------------------------------------- | ------------------ | --------------------------- | ---------------- |
| 3 aprile 2011     | 5e Rallye Montecarlo                          | Raymond Durand     | Gianmaria Aghem             | Massimo Beltrami |
| 8 maggio 2011     | Clean Week 2020 Trophy, Zolder                | Massimo Liverani   | Guido Guerrini              | Jesús Echave     |
| 14 agosto 2011    | Rally Reykjavik                               | Raymond Durand     | Kristján Einar Kristjánsson | Frédéric Thizy   |
| 27 agosto 2011    | III Eco Rallye Vasco Navarro, Vitoria-Gasteiz | Txema Foronda      | Adrian Oiarbide             | Maykel Del Cid   |
| 25 settembre 2011 | 5th Hi-Tech Ecomobility Rally, Atene          | Massimo Liverani   | Jesús Echave                | Guido Guerrini   |
| 30 settembre 2011 | Green Prix EcoTarga                           | Massimo Liverani   | Vincenzo Di Bella           | Guido Guerrini   |
| 2 ottobre 2011    | Rallye Énergie Alternative, Montréal          | Sébastien Kroetsch | Raymond Durand              | Vinh Pham        |
| 16 ottobre 2011   | 6° Ecorally San Marino-Vaticano               | Roberto Viganò     | Guido Guerrini              | Massimo Liverani |

## Classifica piloti
| Punti | Pilota |
| ----- | --- |
| 82    | Massimo Liverani |
| 66    | Guido Guerrini |
| 58    | Raymond Durand |
| 56    | Jesús Echave |
| 20    | Txema Foronda, Sébastien Kroetsch, Roberto Viganò, Vincenzo Di Bella                                                      |
| 18    | Frédéric Thizy |
| 16    | Gianmaria Aghem, Kristján Einar Kristjánsson, Adrian Oiarbide                                                             |
| 12    | Massimo Beltrami, Maykel Del Cyd, Vinh Pham                                                                               |
| 10    | Maarten Longueville, Aristotelis Kosmas, Martyn Ouellet, Stefano Pezzi                                                    |
| 8     | Océane Pozzo, Eric Van Wesemael, Gunnar Pálsson, Nikolaos Karapanagiotis, Salvo Manuli, Yves Boulanger                    |
| 6     | Frédérique Vervisch, Dali (Örn Ingólfsson), Ioannis Kepetzis, Pierre Girard, Desara Muriqi                                |
| 4     | Luis Murguía, Michel Meulemans, Jon Knighton, Mireia Saizar, Miltos Tsoskounoglou, Pascal Tourangeau, Massimiliano Sorghi |
| 2     | Christophe Ponset, Bjarney Annelsdóttir, Eduardo Encina, Pierre Piché                                                     |

## Classifica co-piloti
| Punti | Co-pilota |
| ----- | --- |
| 56    | Juanan Delgado                                                                                                  |
| 48    | Valeria Strada                                                                                                  |
| 40    | Bernard Vialar, Alessandro Talmelli                                                                             |
| 36    | Emanuele Calchetti                                                                                              |
| 22    | Andrea Gnaldi Coleschi                                                                                          |
| 20    | Pilar Rodas, Eric B. Meunier, Andrea Fovana, Claudio Canale                                                     |
| 18    | Christian Fine, Yves Pavoux                                                                                     |
| 16    | Leonardo Burchini, Rossella Conti, Haukur Vidar Jonsson, Feliz Estibaliz                                        |
| 12    | Giovanni Merzari, Carlos García, Piotr Hlytko                                                                   |
| 10    | Nick Laeremans, Vassiliki Kosmas, Frédéric Bouchard, Valentino Muccini                                          |
| 8     | Jean François, Jan Van Wesemael, Sigurdur Astgeirsson, Grigorios Karachalios, Martin Cédras                     |
| 6     | Angélique Detavernier, Arni Oli Fridriksson, Katerina Sevastou, Jean Briand, Yulia Lutsyk                       |
| 4     | Javier Urmeneta, Danny Cami, Steve Partridge, Iban Zelaia, Alexandros Tsoskounoglou, David Rozon, Fulvio Ciervo |
| 2     | Serge Pastor, Gudny Ingibjorg Einarsdottir, Alfonso Olarbide, Normand Béique                                    |

## Classifica costruttori
| Punti | Costruttore                  |
| ----- | ---------------------------- |
| 92    | Toyota                       |
| 84    | Fiat                         |
| 76    | Alfa Romeo                   |
| 46    | Honda                        |
| 28    | Chevrolet                    |
| 26    | Volkswagen, Lexus            |
| 18    | Mercedes                     |
| 16    | Kia                          |
| 12    | Citroën                      |
| 10    | Gonow, GMC, Hyundai, Renault |
| 8     | Subaru                       |
| 6     | Ford, Daihatsu               |
| 4     | Chrysler, Porsche            |
| 2     | Peugeot                      |